# Copa Rio Sul de Futsal de 2013
A Copa Rio Sul de Futsal de 2013 foi a 21ª edição da Copa Rio Sul de Futsal, que aconteceu do dia 13 de março a 15 de Junho.
Esta edição teve a equipe de Piraí como vencedora, pela primeira vez. Além do troféu de campeão, o time de Piraí levou outros três troféus. Dieguinho levou o de jogador mais completo. Neto Colucci o de melhor técnico da competição e Thiago, o goleiro menos vazado. Walter Heculano de Volta Redonda foi eleito o destaque da competição.

## Torneio Início
O Torneio início foi uma espécie de competição amistosa, preparatória para o torneio. Seu resultado não representou nada para o campeonato.

### Final do Torneio Início
| 09 de Março, de 2013 | Paulo de Frontin | 0 – 2     | Piraí           | Ginásio do Colégio Salesiano, Resende Público: |
|                      |                  | Relatório | Bessa · Julinho |                                                |

## A Competição
As 11 equipes foram divididas em 3 chaves:
- Grupo A: Três Rios, Paulo de Frontin, Paraíba do Sul e Quatis.

- Grupo B: Barra Mansa, Volta Redonda, Mendes e Miguel Pereira.

- Grupo C: Valença, Resende e Piraí.

Classificaram-se para a segunda fase os dois primeiros colocados de cada chave e os dois melhores terceiros colocados.

### Semi-Finais
Nas semi-finais desta edição, Volta Redonda derrotou Mendes, e Piraí venceu Paulo de Frontin.

### Final
Pela primeira vez, a final da Copa Rio Sul de Futsal teve transmissão ao vivo da TV Rio Sul.
| 15 de Junho, de 2013 | Volta Redonda                    | 5 – 11    | Piraí                                                              | Ginásio da Ilha São João, Volta Redonda Público:1.500 aprox. |
|                      | Henrique · Marcelino · Rodrigo · | Relatório | Sixel · Xandó · Ilson · Pezão · Ailton · Celinho Thiago · Jorginho |                                                              |

### Campeão
| Copa Rio Sul de Futsal de 2013 |
| ------------------------------ |
| Piraí Campeão (1º título)      |